# Iris keralensis
Iris keralensis es una especie de mantis de la familia Tarachodidae.

## Distribución geográfica
Se encuentra en Kerala (India).